# Ланёввиль-деван-Нанси
Ланёвви́ль-деван-Нанси́ (фр. Laneuveville-devant-Nancy) — коммуна во французском департаменте Мёрт и Мозель, региона Лотарингия. Относится к кантону Томблен. Расположен в нескольких километрах на юго-восток от Нанси между Жарвиль-ла-Мальгранж и Сен-Николя-де-Пор. Через город проходит канал Марна — Рейн.

## Демография
Население коммуны на 2010 год составляло 6012 человек.
| 1962 | 1968 | 1975 | 1982 | 1990 | 1999 | 2010 |
| ---- | ---- | ---- | ---- | ---- | ---- | ---- |
| 4263 | 4896 | 5059 | 5114 | 4912 | 5072 | 6012 |

## Достопримечательности
- Замок Монтегю
- Канал Марна — Рейн